# Kotouba
Kotouba is een gemeente (commune) in de regio Kayes in Mali. De gemeente telt 5800 inwoners (2009).
De gemeente bestaat uit de volgende plaatsen:
- Barakorodji
- Kotouba
- M’Bassala Nafadji
- Mignan
- Samakoulou
- Sidian
- Tourébougou